# 2019冠狀病毒病澳門疫情
嚴重特殊傳染性肺炎澳門疫情，是指嚴重急性呼吸系統綜合症冠狀病毒2型，在2019年12月首次於中國湖北省武漢市大規模爆發傳染後，引發的嚴重特殊傳染性肺炎疫情中澳門當地的情況。該疫情最初在2019年12月於武漢及湖北省嚴重爆發後，再傳播到中國各地，後來更擴至全球。
該疫情對澳門的影響始於2020年初，並分為六波疫情。2023年1月8日起，結束疫情過渡期，將嚴重特殊傳染性肺炎列為“風土病”。

## 第一波疫情
第一波疫情始於1月22日，當天，澳門新增第一宗境外移入確診個案。翌日（1月23日）起，衛生局實行保障口罩供應計劃，隨後2月4日，新增兩宗本土感染個案。為避免疫情在社區內傳播，同日澳門特區政府宣佈，於翌日（2月5日）凌晨起，全澳門81家娛樂場幸運博彩經營場所，以及其他娛樂設施關閉15天。從 2月4日至 3月15日，澳門確診個案一直維持在10宗。

## 第二波疫情
3月15日，澳門新增第11宗確診個案，隨後掀起了第二波疫情高峰期。3月24日，特區政府宣佈，自 3月25日起禁止入境前14天內，曾到外國的非澳門居民入境（中國大陸、香港和台灣地區居民除外）， 4月6日至5月6日，往返香港澳門的所有公共交通工具全面暫停營運。另外，由於疫情開始時悉逢農曆新年假期，所有學校包括高等教育、中小學、幼稚園及特殊學校都延後到4月下旬起復課。截至4月8日，有45宗確診個案。5月19日，45名確診患者已康復出院，無人死亡。6月10日，45名患者全部完成康復期隔離。第二波疫情於7月17日結束。

## 第三波疫情
第三波疫情始於2021年1月22日並持續至9月，2021年1月22日至2021年8月2日期間，共新增13宗確診個案，均屬境外移入個案，並無大規模本土感染。8月3日，新增1宗境外移入個案及3宗境外移入相關之本土個案，同日澳門特區政府宣佈，下午三時三十分起進入即時預防狀態，直至8月10日晚上10時解除。晚上新型冠狀病毒感染應變協調中心公佈，於8月4日上午9時開始啟動為期3天的全民核酸計劃 、啟動分區分級精準防控方案以及於翌日（8月5日）起關閉部份娛樂場所 等多項措施。

## 第四波疫情
第四波疫情又稱2021年聚集性疫情，始於2021年9月24日，源頭為一名從外國返回澳門入住該酒店作醫學觀察的土耳其籍澳門居民，其後相繼引發「保安群組」及「裝修群組」共12名保安及裝修人員感染 。為應對疫情澳門政府宣佈自9月25日零時起，進入即時預防狀態，實施分區分級精準防控方案，9月25日及10月4日，啟動全民核酸計劃，以及停止所有學校面授課程等多項措施長達一個月。慶幸本輪疫情並無導致澳門引發大規模感染，10月15日中午12時解除即時預防狀態，其後公共場所逐漸開放，學校回復面授課程等。本輪疫情同時揭露了醫觀酒店防疫漏洞、黑工泛濫、核檢站安排混亂等問題，引發澳門通實名制、封控措施無定向標準等爭議。

## 第五波疫情
第五波疫情又稱6‧18疫情，始於2022年6月18日，源頭未明，翌日澳門進入即時預防狀態，其後多次啟動核酸檢測計劃以及實施分區分級精準防控方案，但因疫情未能及時控制，在社會上出現多條隱形傳播連，引發「艷麗大廈群組」、「獄警群組」等群組。2022年7月11日至7月18日，更實施“相對靜止管理”措施，通過核酸檢測共發現784例陽性個案且個案數字持續上升，更首次出現三年疫情以來的多宗感染後的死亡個案。本輪疫情首次引入全民快速抗原檢測以及首次提早結束中小幼教學階段，另外亦引發頻密地全民核檢、檢測能力供不應求等爭議，以及在社會上引發「清零」和「共存」、停工、政府人員問責等問題的議論。

## 第六波疫情
第六波疫情又稱十‧二六疫情，澳門應變協調中心判定源頭由拱北口岸地庫的口岸購物廣場內的快遞區引起，一度實施分級分區防控精準方案、兩輪重點區域核酸檢測計劃、兩輪全民核酸檢測計劃及連續多天進行自我抗原檢測等多項措施。該輪疫情首次在全澳學校不停課、不停工情況下開展重點區域或全民核酸檢測；但在該輪疫情中首輪全民核檢被指因受強烈熱帶風暴尼格影響導致公布時間倉卒、安排混亂和有全民核檢檢測站的檢測樣本遺失；以及後續實施針對除訪澳旅客外的由廣東省入境澳門持疫苗證明核檢有效期延長措施，引起社會上的批評。其後在第六波疫情結束後不足兩周再度斷纜，先爆發第二次珠澳跨境聚集性疫情，其後在2022年11月28日起爆發由輸入關聯個案引起的新一輪疫情，此次疫情期間放寬“分級分區防控精準方案”，對紅碼或黃碼區封控採取新標準；劃出多個重點區域開展對區域內的人群進行“五天三檢”或“五天四檢”核酸檢測，同時要求所有在澳人士於11月30日至12月2日期間每天或進入指定場所等進行一次快速抗原檢測並上載至衛生局轄下的申報平台。另一邊廂，國務院聯防聯控機制宣佈放寬防疫措施，新型冠狀病毒感染應變協調中心跟隨優化，但一方面收緊措施要求從中國大陸入境澳門人士按規定進行核酸檢測並抵澳首5天期間進行快速抗原檢測。

## 過渡期
隨着中國国务院联防联控机制於2022年12月7日公佈《關於進一步優化落實新冠肺炎疫情防控措施的通知》，澳門於2022年12月8日進入過渡期。當天，新型冠狀病毒感染應變協調中心召開新聞發佈會，公佈大規模放寬防疫措施，包括派發“抗疫包”、設置“感染者社區門診”；出入境措施方面，全面取消由中國內地入境澳門的額外核酸檢測和抗原檢測，從港台及海外地區返澳的“5+3措施”中改為其後3天黃碼，黃碼的最後一天核酸檢測，陰性後轉綠碼。綠碼期間不得進入中國內地；同時優化“分級分區精準防控方案”，亦加強重點工作人群檢測安排，但可選擇每3天進行核酸或抗原檢測。12月14日，澳門衞生局局長羅奕龍表示已經放棄動態清零。
1月8日，因應全面通關的實施，應變協調中心宣佈結束過渡期。
自疫情初期，澳門特區政府推出多項措施，包括：撤僑行動、經濟援助措施、疫苗接種計劃等等。
截至2023年2月3日，有大學研究團隊估計全澳有8-9成人（約570,000人）已感染，其中確診入院3,495例，累計死亡121例。全澳已達到群體免疫的效果。

## 相關名稱命名
疫情仍未影響澳門之前，各傳媒、大專院校及澳門特區政府稱該病為「武漢不明原因肺炎」。當疫情發生後，《澳門日報》、《華僑報》、《力報》、《正報》、《濠江日報》、《市民日報》、《星報》、《新華澳報》、《現代澳門日報》、《論盡媒體》、《澳門觀察報》、《澳廣視》、《澳亞衛視》及《澳門有線電視》等傳媒及澳門特區政府部門稱該病為「武漢肺炎」，簡稱為「武肺」；《澳門平台》、《大眾報》則稱為「武漢新型肺炎」或「新型肺炎」；澳門特區政府則在宣傳上稱之為「武漢新型冠狀病毒肺炎」，後來澳門特區政府、衛生局及部分傳媒逐漸跟隨中國國家衛生健康委員會分別改稱為「新型冠狀病毒感染」或「新型冠狀病毒肺炎」，簡稱為「新型冠狀病毒」、「新冠肺炎」或「新肺炎」。

## 個案相關事件

### 2020年1月
1月22日上午11時，政府跨部門召開記者會，社會文化司司長歐陽瑜宣佈在澳門仁伯爵綜合醫院確診首宗病例。一名52歲女商人於1月19日從武漢乘坐高鐵到珠海，當晚約22時半從關閘入境，當時她喉嚨痛，咳嗽約一週但沒有發燒；至1月21日傍晚17時到仁伯爵綜合醫院求醫，至翌日凌晨2時，經兩輪檢測均呈陽性而確診。在澳門期間有乘坐穿梭巴士到過置地廣場之娛樂場與入住其內之酒店，澳門消防局於宣佈當天早上在其入住房間內消毒，與其同行之三人亦被帶離觀察。另外政府同日公佈兩宗疑似個案，自1月1日至今有兩例經關閘入境的疑似個案，分別是1月21日的5歲女童與1月22日下午由武漢到珠海，經關閘入境的67歲男子，而女童已排除感染。
1月23日，澳門仁伯爵綜合醫院确诊第二例武汉新型冠状病毒病例。患者66岁，男性，武汉游客，22日下午经关闸口岸入境澳门时被卫生局检疫人员检测出有发热，体温38.7°C，随即被送往澳门仁伯爵综合医院特别急诊作进一步检查，经检验对新型冠状病毒呈阳性反应。
1月26日，新型冠狀病毒感染應變協調中心通報再多3宗確診個案，累計個案增至5宗。三人都居住在武漢，其中58歲女子23日上午經香港乘船至澳門，因頭暈發燒求診，當日測試陰性，26日複測陽性；39歲女子22日上午經蓮花口岸入境澳門，25日發燒送院，翌日2次檢測陽性；21歲女子23日下午蓮花口岸入境，25日頭暈及四肢酸痛送院，翌日確診。
1月27日，新增一名15歲男性武漢居民確診，是26日通報患者中的39歲女子的同行兒子，於醫學觀察期間發現染病。
1月27日晚間，通報再多1宗確診個案，累計個案增至7宗。67歲女性，武漢居民，22日武漢乘高鐵至廣州，翌日轉城軌至珠海經關閘口岸進入澳門，26日晚發熱，翌日早送院，下午確診。

### 2020年2月
2月2日，通報再多1宗確診個案，累計個案增至8宗。64歲女性，澳門居民，否認去過湖北或接觸新型冠状病毒肺炎病患，1月10日至17日因帶狀皰疹在廣東珠海住院，22日至23日在中山市三鄉鎮居住，並在街市購買活家禽，返回澳門後，27日發燒咳嗽就診，30及31日反復發燒再就診，2月1日右腹痛再就診，發現有肺炎症狀，之後確診感染新型冠状病毒。
2月4日，新增2名當地居民確診感染新型冠状病毒。其中一宗為29歲女患者上月24日，曾到另一名確診患者家中作客，逗留約4小時，隔日開始咳嗽、流鼻水和發燒，但症狀後來消失。衛生局昨日追縱一名確診案的接觸者時發現她，建議她到醫院檢查，經檢測對新型冠狀病毒呈陽性反應。另一患者為59歲男性，澳門居民。經初步調查，此患者於1月25日曾到廣州並於當日往返，於1月26日起出現流涕、咳嗽和發燒等症狀，2月3日到鏡湖醫院就診，2月4日凌晨轉送到仁伯爵綜合醫院，經檢測對新型冠狀病毒呈陽性，被列為澳門第10個確診個案，已被安排至隔離病房治療。

### 2020年3月
3月16日，應變協調中心公佈新增一名由葡萄牙返回澳門的輸入性個案。
3月17日，新增第十二及十三例個案。政府在公報刊登《第72/2020號行政長官批示》，由3月18日起，禁止除中國大陸、香港和台灣居民及外地僱員身份認別證持有者以外的所有非澳門居民入境。旅遊局宣布金皇冠中國大酒店成為第二間作醫學觀察的指定酒店。
3月18日，新增第十四及十五例個案，另外有一名留學英國的澳門居民初步确診。政府在公報刊登《第73/2020號行政長官批示》，
3月19日，新增第十六，十七例個案。
3月21日，新增第十八例個案。
3月22日，新增第十九、二十例個案。
3月23日，新增第二十一至二十五例個案。應變協調中心於記者會上表示，澳門符合負壓病房條件的病床的最新數目共有232張。
3月25日，新增第二十七至三十例個案。
3月26日，新增第三十一至三十三例個案。
3月27日，新增第三十四例個案。
3月28日，新增第三十五至三十七例個案。
3月29日，新增第三十八例個案。
3月30日，新增第三十九例個案。
3月31日，新增第四十及四十一例個案。

### 2020年4月
4月3日，新增第四十二及四十三例個案。
4月5日，新增第四十四例個案。
4月8日，新增第四十五例個案。

### 2020年6月
6月26日，新增第四十六例個案。

### 2021年1月
1月21日，兩班澳門航空客機接載115名澳門居民從海外高風險國家或地區經東京成田國際機場轉機返回澳門，並分乘兩個航班。其中有6名居民未能登機，當中1人於英國當地接受病毒檢測呈陽性，其餘5人因私人原因未能登機。兩個航班抵澳後所有人士隨即接受快速病毒檢測和常規病毒檢測，首個航班 (NX861) 共69名居民全部通過檢測並送往鷺環海天渡假酒店接受21天醫學觀察。第二個航班 (NX869) 上當中1人於快速檢測驗出陽性，同機上的11人隨即送往路環高頂公共衛生臨床中心等候常規病毒檢測結果。 1月22日凌晨該陽性患者證實確診成為澳門第四十七例個案，中止從2020年7月底起的連續200多日澳門沒境外輸入個案紀錄。其中同機上的8名密切接觸者繼續留在路環高頂公共衛生臨床中心接受21天醫學觀察。

### 2021年2月
2月4日，應變協調中心公佈2名東京回澳居民血液抗體檢測陽性，其中1人新冠病毒特異性IgG抗體陽性，1人新冠病毒特異性IgM抗體陽性，將送仁伯爵綜合醫院作進一步檢測。另1人初期檢測IgM抗體疑似陽性，經複檢後為陰性，考慮為假陽性可能性大，需再作複查。
2月5日，東京返澳航班再多1人染疫，1名30歲葡籍澳門居民證實確診，為無症狀感染，成為澳門第48例確診個案。與其同行女朋友被列為密切接觸者，將送路環高頂公共衛生臨床中心接受醫學觀察。

### 2021年3月
3月15日，應變恊調中心公佈4名由外國返澳居民血液抗體檢測陽性，4名人士對血清IgM弱陽性或陽性，以及IgG抗體陽性，該4名人士已送往仁伯爵綜合醫院作進一步檢測。

### 2021年4月
4月2日，應變恊調中心公佈3名由外國返澳居民血液抗體檢測陽性，該3名人士已送往仁伯爵綜合醫院作進一步檢測。2名人士由加拿大返澳，另1人由長居美國返澳，他們對血清IgM和血清IgG抗體陽性。3名人士已送到公共衛生臨床中心作進一步觀察和檢測。
4月7日，新增第49例確診病例，一名在葡萄牙就讀留學生的澳門居民經巴黎和台北兩地返澳，在核酸檢測呈陰性，但在抗體檢測均呈陽性，後兩次核酸檢測呈弱陽性，由於該患者沒在葡萄牙當地確診，因此列為澳門境外輸入個案。另外，一名17歲英國留學生澳門居民經台北轉機返澳，其核酸檢測呈陰性但抗體檢測呈陽性，該人士已送往公共衛生臨床中心作進一步觀察和檢測。

### 2021年5月
5月16日，新增第50例確診病例，患者於4月16日乘包機由尼泊爾返澳，在核酸檢測為呈陰性，抗體檢測IgM呈陽性，被送往路環高頂公共衛生臨床中心接受28天醫學觀察。於4月28日、5月2日及5月9日的核酸結果均為陰性，5月16日的核酸結果為弱陽性，考慮為無症狀復陽病例。由於這個病例在外地沒有確診，因此被列為澳門境內輸入病例個案。
5月24日，新增第51例確診病例，患者曾經於2月11日及3月11日完成接種兩劑新冠國藥滅活疫苗。3月15日離開澳門前往香港，3月下旬由香港前往尼泊爾，5月16日於尼泊爾當地接受病毒檢測呈陰性，5月17日乘機由尼泊爾前往土耳其，再由土耳其前往法國巴黎，5月18日乘機由法國巴黎前往台北桃園國際機場，5月19日乘坐長榮航空BR801航班由台北返抵澳門，入境後隨即被安排前往仁伯爵綜合醫院接受病毒檢測，核酸檢測呈陰性，血清IgM抗體及IgG抗體陽性，後被安排到金皇冠中國大酒店接受醫學觀察。5月24日接受常規病毒核酸檢測結果呈弱陽性，患者現時無任何症狀，並聲稱自己沒在外國感染2019冠狀病毒病，因此被列為澳門境外輸入個案。 5月26日，應變恊調中心公佈第51例確診病例患者被驗出感染首次在印度出現Delta (B.1.617.2)變種病毒株，是澳門首宗驗出該病毒株的個案。
5月26日，應變恊調中心公佈一名台灣旅客於血清抗體檢測陽性，該人士為20歲男性，無業，5月16日入境澳門後核酸檢測呈陰性，入住葡京人酒店接受21天醫學觀察。5月26日接受新冠病毒核酸及抗體檢測，核酸及血清IgM抗體為呈陰性，血清IgG抗體呈弱陽性,考慮為既往感染為無症狀患者，該人士送往公共衛生臨床中心進行醫學觀察。而該人士於2020年3月從英國經香港到上海，2021年3月21日再由上海返回台北。5月13日於台灣當地進行鼻拭子2019冠狀病毒病核酸檢測呈陰性，並否認曾確診2019冠狀病毒病及曾接種新冠疫苗。

### 2021年6月
6月9日，新增第52例確診病例，在台灣中國文化大學就讀學生，否認曾確診新型冠狀病毒肺炎及曾接種新冠病毒疫苗。5月28日新冠病毒核酸檢測結果為陰性，患者與一名朋友一同於5月30日乘星宇航空JX205號航班到澳門，座號為16H，入境後按衛生局當時檢疫措施被安排到金皇冠中國大酒店單獨接受醫學觀察，入境後首次的鼻咽拭子檢測樣本結果對新型冠狀病毒檢測呈陰性，今（9）日核酸檢測結果呈陽性，血清結果IgM為陽性，IgG為陰性，確診為新型冠狀病毒肺炎。患者有一名在台灣同住室友日前亦於台灣確診。患者無發熱、咳嗽或呼吸困難等症狀，已安排病人送仁伯爵綜合醫院進一步檢查 。翌日，應變恊調中心公佈第52宗確診病例患者感染於英國發現的Alpha變種病毒。同日公佈多1名由台灣抵達澳門的38歲男性旅客病毒血清IgM抗體抗體檢測陽性。
6月13日，應變恊調中心公佈經粵澳聯防聯控機制通報一名於澳門工作的中國大陸外地僱員被列為廣州2019冠狀病毒病確診患者次密切接觸者（密切接觸者的密切接觸者），該名人士於6月4日由肇慶廣寧至廣州南站的D2803號列車與廣州確診病例患者在同一車箱内，6月12日入境澳門，在提督馬路61號御麟殿粵菜館工作，該餐廳即時停業，在該餐廳內的其他工作人員、宿舍同住者須接受核酸檢測，健康碼轉為黃碼。6月10日其病毒核酸檢測為陰性，在6月13日接受醫學觀察期間經當局進行核酸檢測和血清抗體均為陰性，顯示其受感染和傳染的風險較低。 在病毒檢測通過後該餐廳經已重開。
6月15日，應變恊調中心公佈一名18歲男性澳門居民由香港返回澳門後接受醫學觀察期間病毒核酸檢測呈弱陽性，須進行進一步檢測以判斷是復陽或再次感染，暫不列作輸入性確診個案。該患者曾經於2020年12月在香港確診，當時有發熱和咳嗽，收進香港亞洲國際博覽館進行隔離治療，否認曾接種新冠病毒疫苗。 翌日 (6月16日)，應變恊調中心公佈該患者現時情況良好，無出現任何症狀，各項臨床檢查結果均好，初步認為屬復陽個案的機會較大。並需要進行流行病學調查確認是復陽個案或境外輸入個案。
6月18日午夜，新增第53例確診病例。患者為59歲男性，台灣旅客，否認曾確診新型冠狀病毒肺炎及曾接種新冠病毒疫苗。6月15日於當地進行核酸採樣為呈陰性，6月17日乘坐星宇航空JX203航班抵達澳門，座位號為5H，入境後被衛生當局要求前往仁伯爵綜合醫院進行採樣，首次的鼻咽拭子檢測樣本結果對新型冠狀病毒檢測呈陽性，血清結果IgM為陰性，IgG為陽性，證實確診。患者否認在台灣期間曾接觸有該病徵的人士，或曾到人多擠迫地方逗留。台灣同住家人均沒有確診。患者無發熱、咳嗽或呼吸困難等症狀，目前情況一般，將被安排到公共衛生臨床中心作進一步治療。 6月19日，應變恊調中心公佈第53例確診患者病毒基因排序初步發現Delta變異病毒。6月20日，應變恊調中心發佈新聞稿，第53例確診患者隱瞞於2021年2月至5月曾到印度的病史，當局對其個人行為深表遺憾。
6月27日中午，新增第54例確診病例。患者為20歲女性，澳門居民，於英國就讀高校的學生。6月23日於當地進行核酸採樣為呈陰性，6月25日由英國前往新加坡，6月26日在新加坡轉機乘搭酷航TR904航班返澳，座位編號為26A。並於當天入境後前往山頂醫院接受病毒採樣，其鼻咽拭子檢測呈弱陽性；血清學檢測結果IgM抗體為弱陽性，IgG抗體為陰性，證實確診。患者否認有新冠肺炎病人接觸史，無發熱、咳嗽或呼吸困難等症狀。患者目前情況一般，已被安排到公共衛生臨床中心進一步診治。

### 2021年7月
7月3日深夜，新增第55例確診病例。患者為22歲女性，澳門居民，於英國就讀高校的學生。7月1日於當地進行核酸採樣為呈陰性，7月2日由英國前往新加坡，7月3日在新加坡轉機乘搭酷航TR904航班返回澳門，座位編號為26D。並於當天入境後接受病毒檢測為呈陽性，該患者已被安排到公共衛生臨床中心進一步診治。同日公佈1名22歲男性於瑞士就讀的澳門居民留學生於當年1月曾確診2019冠狀病毒病，7月1日於當地接受病毒檢測為陰性，7月2日從瑞士出發前往新加坡轉機，7月3日在新加坡轉機乘搭酷航TR904航班來澳門，座位編號爲8D。同日病毒檢測為陽性，暫列為復陽個案。 7月5日，應變恊調中心在例行記者會提問中證實該患者感染Delta變異病毒株。
7月21日，新增第56例確診病例。患者為21歲女性，澳門居民，於英國就讀的學生。
7月24日，新增第57及58例確診病例。第57例患者為28歲女性，澳門居民，第58例患者為8歲男性，澳門居民，兩人為母子關係，於7月24日在菲律賓乘坐菲律賓航空PR8532航班來澳門，座位編號爲47A和47C。
7月25日，新增第59例確診病例。患者為31歲男性，澳門居民，在德國就讀，於7月21日在德國接受的新冠病毒核酸檢測結果為陰性，於7月23日由德國坐火車到法國，乘搭新加坡航空SQ335到新加坡，座位編號為48A，7月24日晚在新加坡轉機乘搭酷航TR904航班來澳門，座位編號為20A。 同日晚上，應變恊調中心公佈第59例確診病例男患者經病毒基因檢測證實感染的病毒為首先在印度發現的Delta 變異病毒。另外，第57和第58例確診患者及1名1歲大從菲律賓抵澳的復陽病例，經病毒基因檢測證實感染的病毒為首先在英國發現的Alpha變異病毒。另1名從菲律賓抵澳的復陽病例則為帶有N501Y變異的病毒，但未確定是哪一種變異病毒，將會安排作進一步測試。

### 2021年8月
8月3日，新增第60至63例確診個案，其中1例屬境外輸入性個案，另外3例屬輸入相關個案，4例確診患者均感染Delta變種病毒。
8月11日，應變協調中心再補充第62例和第63例確診患者最新行程，兩名患者於7月27日下午4時30分到傍晚6時30分曾到工銀澳門置地分行，7月29日上午11時到中午12時曾到水坑尾街公共行政大樓、下午2時20分到下午2時40分曾到同一條街道婦聯大廈寫字樓8樓、下午3時至3時30分曾到過工銀置地分行。當局認為市民感染風險方面不能憑全民核檢證明沒感染，當局呼籲與共同軌跡之人士盡快聯絡當局。
8月12日，應變協調中心再補充第62例和第63例確診患者最新行程，兩名患者於7月31日下午1時20分到下午1時35分曾到澳門電訊海擎天至尊旗艦店，下午1時45分至2時14分曾到過連勝3門市。

### 2021年9月至11月
9月24日凌晨，新增第64例確診個案，為境外輸入個案。同日晚上，新增第65例確診個案，被列為輸入關聯個案 。
9月25日凌晨，新增第66例確診個案，為輸入關聯個案。
9月27日，新增第67例確診個案，為境外輸入個案。
9月28日，新增第68例至第71例確診個案，同為輸入關聯個案。 
10月4日，新增第72例至第74例確診個案，屬於源頭不明個案，均為外地僱員。
10月5日，新增第75例確診個案，屬於源頭不明社區感染個案 ，該個案患者已接種兩針國藥新冠病毒疫苗。應變恊調中心記者會上公佈第72宗病例中基因排序與第66宗相同，屬於感染Delta變異病毒株，及後被修訂為輸入相關聯個案。。
10月9日，新增第76例至第77例確診個案，為輸入關聯個案，均為外地僱員，分別已接種一針及兩針國藥滅活疫苗。

### 2021年12月
12月26日，新增一宗輸入性2019冠狀病毒病無症狀感染者，患者為23歲男性，澳門居民，於美國留學。12月27日因出現症狀由無症狀轉為確診，為澳門第78例確診個案，屬境外輸入個案，經病毒基因排序證實感染Omicron變種病毒，是澳門首宗該變種病毒個案。
12月27日，新增一名輸入性無症狀感染者，患者為62歲男性，澳門居民。12月25日由美國出發經新加坡抵澳，入境時接受即時病毒檢測為陽性，12月29日經病毒基因測序證實感染Omicron變種病毒，是澳門第二例Omicron變異株感染個案，患者於30日出現相關症狀轉為確診，改列為澳門第79例確診個案。

### 2022年1月
截至1月20日，澳門累計79例新冠病毒肺炎病例，累計死亡0例，累計出院79例。無任何醫務人員受到感染。。澳門已經成為世界上第四個清零的國家和地區。

### 2022年2月
2月22日，新增一名輸入性無症狀感染者，患者為58歲男性，澳門居民。2月19日在香港乘坐晚上6時開出的金巴到澳門，入境時隨即接受鼻咽拭子檢測，結果呈陰性，2月21日晚上複查結果呈陽性並出現輕微徵狀，列為澳門第80例確診個案。

### 2022年6月
6月19日，澳門發現21宗核酸檢測陽性個案，政府隨即展開全民核酸檢測。6月20日，澳門發現10宗核酸檢測陽性個案。

### 2022年8月
8月10日，應變協調中心通報一名73歲男性澳門居民核酸檢測陽性，為任職港澳貨船船員，曾經在澳門本地社區有活動軌跡，兼且在每天前往仁伯爵綜合醫院進行病毒檢測。 應變協調中心於傍晚公佈經基因檢測確定其感染的是Omicron BA.2病毒株。BA.2病毒株為香港常見的病毒株。此外，該患者共8名密切接觸者（包括2名同住人和6名同船同事）的核酸檢測結果均呈陰性。
8月12日，新增一例管控中發現的輸入性核酸陽性個案，為8月10日確診船員的同行密切接觸者，8月10日早上已被管控，8月7至9日期間均上班。8月4至10日每日核酸均為陰性，8月11日傍晚進行核酸檢測，於8月12日凌晨確認其檢測結果呈陽性，初步判斷為輸入性感染個案。

### 2022年10月
10月26日上午，澳門衛生局接珠海市衛生部門通知，一管10混1核酸檢測樣本呈陽性，而涉及的8人在澳門，應變協調中心立即啟動應變機制，安排該8名人士檢測。當中1名66歲女性澳門居民檢測到新型冠狀病毒核酸陽性，其居住的和樂坊第一街7號及8號宏興大廈列為紅碼區。

### 2022年11月
11月28日上午，新增一例輸入關聯新冠病毒感染，為74歲男性的士司機，於當日早上自測抗原陽性並上載至抗原申報平台，覆檢後呈陽性，已被送往高頂公共衛生臨床中心進行隔離治療。
11月28日下午，再新增一例輸入關聯新冠病毒感染個案，14歲男學生，為74歲男的士司機確診個案的同住家人。由於同住家人於今早自測抗原陽性，列為密切接觸者，覆檢後呈陽性，被送往高頂公共衛生臨床中心進行隔離治療。
當晚，新增兩例輸入關聯新冠病毒感染個案，分別為60歲男性及47歲女性，11月26日曾到訪74歲男司機的住所，並於11月27日有共餐史，當日早上被列為密切接觸者，覆檢後呈陽性，被送往高頂公共衛生臨床中心進行隔離治療。另外，兩名患者近日均有出境到珠海，於11月24至27日的核酸檢測結果均為陰性，目前無症狀。

### 2022年12月
12月6日，社會文化司司長歐陽瑜表示將跟從內地放寬防疫政策，提示居民要有心理準備病毒進入社區。
12月8日，澳門新型冠狀病毒應變協調中心宣佈跟從內地優化多項防疫政策，包括優化劃分紅黃碼區標準（但隨後已沒有再劃分紅黃碼區）、感染者可實施家居隔離和優化5+3入境政策等。並在新發佈的20條底下實行「預案」，開放社區門診及派發防疫包。
12月15日，澳門新冠病毒感染應變協調中心表示不再公布無症狀感染者數據。
12月23日，澳門政府取消對海外人士入境澳門的紅碼隔離或居家隔離政策，但維持入境所的72小時有效核酸檢測陰性證明及入境後變黃碼的程序，旅客入境後需一連五日做快測及上傳至平台，若全部均為陰性，健康碼就會變回綠碼。
自澳門於12月8日放寬防疫政策後，感染新冠的人數開始暴增，期間社區門診每日求診人數超過一千人，疫情感染的最高峰期時12月21日-23日期間，山頂醫院在高峰時期日逾1200人到急症室求診，輪候時間超過8-10小時。短時間的感染人數暴增導致很多商戶在聖誕假期間出現人手不足的狀況，以及全澳開始出現不同的死亡個案，由12月8日-31日期間共有41人因感染新冠病毒離世，短短在一個月內全澳超過6-7成人口（約440,000人）染疫。但社會文化司司長歐陽瑜在12月23日招見記者期間提到隔離設施的病床使用率不到四成，因此認為醫療系統仍未「爆煲」及疫情未有出現「井噴式」爆發。

### 2023年1月
1月8日，新型冠狀病毒應變協調中心招開記者會，宣佈把新冠病毒列為風土病，同時中港臺三地全面通關，入境人士無需出示任何核酸檢測證明，但維持外地人入境的核酸檢測陰性證明或快速抗原測試陰性證明。全澳11個私營核酸檢測站只會提供單管檢測，澳門健康碼亦取消紅黃碼功能，因此進出各場所均無需出示健康碼。但社會文化司司長歐陽瑜表示因部份居民仍要靠澳門健康碼程式上傳快速抗原測試結果，因此不會全面下架。衛生局局長羅奕龍亦表示往後新冠病毒會像流感一樣，每年都有感染的高峰，感染一次新冠病毒後會有三至六個月的抗體，其後就會出現新的感染高峰。表示社區正逐步走向全面復常之路。

### 2023年2月
因應新冠病毒感染數字已回落，應變協調中心宣佈於2月27日起除了醫療機構或公共交通工具外，其它一般室內和戶外場所無需佩戴口罩。

### 2023年3月
澳門健康碼手機應用程式，在該月27日，正式終止運作。

### 2023年4月
4月28日，再放寛佩戴口罩的要求，乘搭公共交通工具可按該機構或個人決定選擇佩戴口罩或不佩戴，其餘一般公共場所、室內或戶外場所均無需戴口罩。唯獨進入醫療機構或感染不同傳染病時仍應佩戴。
4月29日，所有入境澳門人士均不需要出示任何核酸檢測或快速抗原測試證明。

### 2023年8月
8月30日，自臺灣及海外入境澳門後，七天內首次前往中國大陸，不再要求出示任何核酸檢測或快速抗原測試證明，亦不再要求使用專道離境。

### 2023年9月
9月13日，行政長官賀一誠作出第156/2023號批示，宣佈在同月18日，解散自2020年1月，所設立的新型冠狀病毒感染應變協調中心。

## 違法犯罪事件
截至2020年9月28日，初級法院先後受理了與新型冠狀病毒疫情有關的案件共23宗。
| 法院     | 案件編號        | 類別                 | 判決/批示日期 | 裁判書                                                          |
| -------- | --------------- | -------------------- | ------------- | --------------------------------------------------------------- |
| 初級法院 | CR3-20-0095-PCC | 合議庭普通刑事案     | 10/07/2020    | CR3-20-0095-PCC （页面存档备份，存于）                          |
| 初級法院 | CR1-20-0107-PCS | 獨任庭普通刑事案     | 16/07/2020    | CR1-20-0107-PCS （页面存档备份，存于）                          |
| 初級法院 | CR2-20-0115-PCC | 合議庭普通刑事案     | 03/09/2020    | CR2-20-0115-PCC （页面存档备份，存于）                          |
| 初級法院 | CR3-20-0116-PCS | 獨任庭普通刑事案     | 12/06/2020    | CR3-20-0116-PCS（页面存档备份，存于）                           |
| 初級法院 | CR1-20-0119-PCS | 獨任庭普通刑事案     | 23/07/2020    | CR1-20-0119-PCS （页面存档备份，存于）                          |
| 初級法院 | CR3-20-0119-PCC | 合議庭普通刑事案     | 11/09/2020    | CR3-20-0119-PCC （页面存档备份，存于）                          |
| 初級法院 | CR4-20-0125-PCS | 獨任庭普通刑事案     | 14/07/2020    | CR4-20-0125-PCS （页面存档备份，存于）                          |
| 初級法院 | CR4-20-0127-PCS | 獨任庭普通刑事案     | 07/07/2020    | CR4-20-0127-PCS （页面存档备份，存于）                          |
| 初級法院 | CR3-20-0131-PCS | 獨任庭普通刑事案     | 10/09/2020    | CR3-20-0131-PCS （页面存档备份，存于）                          |
| 初級法院 | CR2-20-0135-PCS | 獨任庭普通刑事案     | 16/06/2020    | CR2-20-0135-PCS（页面存档备份，存于）                           |
| 初級法院 | CR5-20-0003-PSP | 簡捷刑事案           | 31/07/2020    | CR5-20-0003-PSP （页面存档备份，存于）                          |
| 初級法院 | CR3-20-0209-PCS | 獨任庭普通刑事案     | 03/09/2020    | CR3-20-0209-PCS （页面存档备份，存于）                          |
| 初級法院 | CV3-20-0010-CRA | 強制傳染病患者隔離案 | 24/01/2020    | CV3-20-0010-CRA （页面存档备份，存于） （此裁判書只有葡文版本） |
| 初級法院 | CV2-20-0064-CRA | 強制傳染病患者隔離案 | 31/07/2020    | CV2-20-0064-CRA （页面存档备份，存于）                          |
| 初級法院 | CV1-20-0067-CRA | 強制傳染病患者隔離案 | 05/08/2020    | CV1-20-0067-CRA （页面存档备份，存于）                          |
| 初級法院 | CV2-20-0067-CRA | 強制傳染病患者隔離案 | 05/08/2020    | CV2-20-0067-CRA （页面存档备份，存于）                          |
| 初級法院 | CV2-20-0077-CRA | 強制傳染病患者隔離案 | 16/09/2020    | CV2-20-0077-CRA （页面存档备份，存于）                          |
| 初級法院 | CV2-20-0096-CRA | 強制傳染病患者隔離案 | 21/10/2020    | CV2-20-0096-CRA （页面存档备份，存于）                          |

## 澳门COVID-19研究綜述
流行病醫學：澳門的COVID-19症狀主要為發燒（80%）和腹瀉（80%），潛伏期為8-11天，大部分患者在患病后的18-21天會出現抗體並逐步康復，但亦有部分患者出院后再度感染（34.3%），有患者在康復后的18天再次檢測出COVID-19，學者認爲是患者生活環境中殘留的COVID-19導致的。
預防醫學：針對澳門的研究發現，保持社交距離、戴口罩、自願隔離被認爲是預防COVID-19社區傳播的有效手段。政府的電子政務服務及大數據的廣汎使用被認爲是防疫成功的主要因素之一。大部分澳門居民願意接種疫苗（62.3%），認爲接踵疫苗是一種社會責任（67.8%），該比例遠高於香港（44.2%），是澳門防疫好於香港的原因之一。總體而言，澳門的各項防疫措施對抗疫有極佳的效果，在世界各個高密度地區及國家中COVID-19流行率和死亡率都處於較低的水平，值得各國家和地區學習。
經濟學：COVID-19期間的高疫情風險增加了旅客的負面情緒，導致來澳旅行的意願下降及本地消費需求下降，小企業面臨生存危機。博彩企業對疫情普遍保持樂觀，6大賭場集團中，沒有一家因爲疫情而裁員。減少員工的辦公時間，進而降低人工成本，對澳門企業的危機管理有積極作用，但開除員工會帶來嚴重的負面效果。總體而言，學者普遍認爲特區政府的措施對經濟復甦和未來經濟發展是有效的，如財政支持和稅收的調整，有效的減輕了居民和企業的壓力。
心理學：COVID-19導致日常生活節奏打亂，使人引發焦慮、孤獨的幾率大幅上升。生活質量的下降增加了失眠症的發生幾率（澳門居民患失眠症比例27.6%），長期失眠症會導致抑鬱症狀（澳門居民患抑鬱症狀比例38.5%）。精力損失、精神障礙、内疚感是澳門居民疫情期間主要的心理不良症狀，缺少運動直接導致患精神疾病的幾率上升，每天運動30分鐘可以有效預防。整體而言，澳門居民在COVID-19期間的心理健康程度要顯著高於内地居民，特區政府的經濟補充和政府信譽讓澳門居民對疫情保持較好的心態。
城市規劃學：澳門的城市形態與COVID-19疫情的地理分佈有關聯性，大型建築和高密度建築群促進了COVID-19 疫情的分佈，綠色公共開放空間和廣場對COVID-19疫情分佈有抑制作用，制定合理的城市規劃有助於防疫。學者認爲韌性城市規劃對澳門疫情後的經濟恢復有積極作用，如環境與生態可持續、氣候變化及適應力、社區營建、人力資源恢復力、商業環境恢復力等。

## 外部連結
- 澳門衛生局新型冠狀病毒感染專頁官方网站
- 新型冠狀病毒感染應變協調中心訊息發佈的Facebook專頁